# Нидерланды на летних Олимпийских играх 1960
Нидерланды принимали участие в Летних Олимпийских играх 1960 года в Риме (Италия) в двенадцатый раз за свою историю, и завоевали одну серебряную и две бронзовые медали.

## Медалисты
| Медаль  | Спортсмен          | Вид спорта | Дисциплина                    |
| ------- | ------------------ | ---------- | ----------------------------- |
| Серебро | Марианне Хемскерк  | Плавание   | Женщины, 100 м баттерфляем    |
| Бронза  | Вигер Менсонидес   | Плавание   | Мужчины, 200 м брассом        |
| Бронза  | Катарина Лагерберг | Плавание   | Женщины, 400 м вольным стилем |

## Результаты соревнований

### Академическая гребля
В следующий раунд из каждого заезда проходили несколько лучших экипажей (в зависимости от дисциплины). В финал A выходили 6 сильнейших экипажей.
Мужчины
| Соревнование | Спортсмены                    | Предварительный заезд | Предварительный заезд | Предварительный заезд | Отборочный заезд | Отборочный заезд | Отборочный заезд | Полуфинал             | Полуфинал             | Полуфинал             | Финал                 | Финал                 |
| Соревнование | Спортсмены                    | Заезд                 | Время                 | Место                 | Заезд            | Время            | Место            | Заезд                 | Время                 | Место                 | Время                 | Место                 |
| ------------ | ----------------------------- | --------------------- | --------------------- | --------------------- | ---------------- | ---------------- | ---------------- | --------------------- | --------------------- | --------------------- | --------------------- | --------------------- |
| одиночки     | Александер Ределе             | 2                     | 7:32,24               | 2                     | 2                | 7:32,93          | 2                | не проводился         | не проводился         | не проводился         | завершил выступление  | завершил выступление  |
| двойки       | Стевен Блайссе Эрнст Венеманс | 1                     | 7:26,52               | 4                     | 3                | 7:21,70          | 3                | завершили выступление | завершили выступление | завершили выступление | завершили выступление | завершили выступление |